# Emil Bock
Emil Bock (Barmen, 19 maggio 1895 – Stoccarda, 6 dicembre 1959) è stato un teologo tedesco.

## Biografia
Nel 1914, si diploma al liceo e inizia a studiare tedesco e lingue moderne all'Università di Bonn. Nel 1916, incontra il predicatore evangelico Friedrich Rittelmeyer a Berlino, città dove poi frequenta conferenze filosofiche e teologiche, e vi studia anche il latino, il greco e l'ebraico. Dopo la guerra, studia teologia protestante a Berlino dove si laurea nel 1921.
Nel giugno dello stesso anno, partecipa con alcuni amici al primo corso per teologi di Rudolf Steiner a Stoccarda. Dopo un secondo corso nel settembre 1921 presso il Goetheanum di Dornach, vicino a Basilea, Emil Bock si fa portavoce dei giovani teologi e lavora, insieme a Friedrich Rittelmeyer, alla fondazione della La Comunità dei Cristiani avvenuta a Dornach nel settembre 1922.
Nel 1922, Emil Bock si sposa a Stoccarda con Grete Seumer, con al quale ha quattro figli.
Dirige poi fino al 1931 il seminario di Stoccarda. Alla morte di Friedrich Rittelmeyer, nel 1938, Emil Bock viene nominato suo successore nell'ufficio di rettore della Comunità dei Cristiani.
Nel mese di giugno 1941 la Comunità dei Cristiani viene bandita dal regime nazionalsocialista. Emil Bock sarà rinchiuso nel campo di Welzheim fino al mese di febbraio 1942, quando venne rilasciato sotto sorveglianza fino al 1945. Subito dopo la fine della guerra, Emil Bock inizia a ricostruire la Comunità dei Cristiani in Germania.
Emil Bock ha lavorato fino alla fine della sua vita come sacerdote, scrittore e conferenziere. Muore il 6 dicembre 1959, all'età di 64 anni.

## Opere principali
- Contributi alla storia spirituale dell'umanità, 7 volumi
  - 1 Genesi (1934), ISBN 8-88836-223-1
  - 2 Mosè (1935, non tradotto)
  - 3 Re e profeti (1936, non tradotto)
  - 4 Cesari e Apostoli (1937), ISBN 9788888362205
  - 5 Infanzia e giovinezza di Gesù (1939), ISBN 9788888362212
  - 6 I tre anni (1948), ISBN 8888362029
  - 7 Paolo (1954), ISBN 8888362002
- Apocalisse. Riflessioni sull'Apocalisse di Giovanni (1951), ISBN 9788888362229